# Duchennova mišićna distrofija
Duchennova mišićna distrofija (DMD) najprogresivniji je oblik mišićnih distrofija u ljudi. Spada u skupinu distrofinopatija, mišićnih distrofija nastalih zbog mutacije na distrofinskom genu, koji se nalazi na Xp21kromosomu. Posljedično dolazi do gubitka ekspresije gena za protein distrofin, ključan za održavanje citoskeleta mišićnih stanica. Obolijeva 1:5000 novorođene muške djece neovisno o rasnoj i etničkoj pripadnosti. U rijetkim slučajevima obolijevaju djevojčice. Simptomi se ispoljavaju kao progresivna mišićna slabost i atrofija mišića. Tipski gubitak mišića javlja se prvo u gornjem dijelu nogu i zdjelici, a zatim onih iz nadlaktice. Dolazi do problema uspostavljanja stojećeg položaja te u konačnici kretanja. Većina oboljelih vezana je za invalidska kolica već u adolescentnoj dobi, a kod nekih se javlja i mentalna retardacija. Do smrti dolazi već u dvadesetim godinama života. Slična bolest je Beckerova mišićna distrofija koja je puno rjeđa i kod koje se simptomi ispoljavaju puno kasnije te su blaže izraženi. Međunarodni dan svjesnosti o Duchennovoj mišićnoj distrofiji obilježava se 9. rujna.

## Klinička slika
Većina dječaka pokazuje usporeni motorički razvoj te nemogućnost hodanja prije 15 mjeseci života. Simptomi se obično počinju javljati oko četvrte godine u dječaka nakon čega se drastično pogoršavaju. Patelarni tetivni refleks je odsutan već pri prvim kliničkim znakovima, dok je refleks Ahilove tetive održan. Bolest je karakterizirana poteškoćama pri hodu, otežanim ustajanjem iz čučnja, pozitivnim Gowersovim znakom, slabošću fleksornih mišića te hipertrofijom mišića stražnje lože potkoljenica. Pacijent postepeno postaje nepokretan. Razvijaju se kontrakture ekstremiteta i kifoskolioza što dovodi do potpune invalidnosti. Pacijenti imaju poremećen motilitet crijeva što može dovesti do megakolona, zapetljaja crijeva i malapsorpcije. Bolest pogađa i respiratorni sustav i dovodi do slabljenja funkcije interkostalnih i dijafragmalnih mišića. Vremenom se razvija srčana fibroza uz disfunkciju lijevog ventrikula i ventrikularnu aritmiju što uzrokuje srčanu insuficijenciju i smrt.

## Uzroci i dijagnoza
Duchennova mišićna distrofija monogenska je nasljedna bolest i nasljeđuje se X-vezano recesivno. Najveći broj slučajeva bolesti nastaje nasljeđivanjem od roditelja, a manji broj zbog novonastalih mutacija u genu za distrofin. Posljedica je nedostatak distrofinskog proteinskog kompleksa. To je subsarkolemarni protein koji povezuje citoskelet mišićnog vlakna i ekstracelularni matriks kroz staničnu membranu. Odsutnost distrofina omogućuje kalciju da prodre u sarkolemu (staničnu membranu). Promjene u kalcijevim signalnim putevima uzrokuju ulazak vode u mitohondrije, koji zatim pucaju. U složenom kaskadnom procesu koji uključuje nekoliko putova i koji se jasno ne razumije, povećani oksidativni stres unutar stanice oštećuje sarkolemu i na kraju rezultira smrću stanice. Mišićna vlakna prolaze kroz nekrozu i na kraju se zamjenjuju masnim i vezivnim tkivom.
Može se dijagnosticirati analizom na delecije i duplikacije gena za distrofin. Biopsijom mišića dokazuju se mišićna vlakna različite veličine uz fibrozu i ekscesivno nakupljanje masnog i vezivnog tkiva. Najznačajniji test za DMD je serumska kreatin kinaza (CK).

## Liječenje
Liječenje je multidisciplinarno te se bazira na poboljšanju kvalitete života pacijenata. Potrebno je redovito praćenje i liječenje kardioloških i gastroenteroloških komplikacija bolesti, kao i kontrola plućne funkcije. Pacijentima se daju kortikosteroidi između 4. i 6. godine života kada motorne funkcije djeteta stagniraju. Kortikosteroidi usporavaju degeneraciju mišića. Oboljeli od DMD zahtijevaju rehabilitacijsko liječenje tijekom života, kako bi se održale motoričke funkcije i spriječio razvoj deformiteta. Primjenjuju se ortoze i druga ortopedska pomagala. Trenutno odobreni lijekovi od strane FDA su glukokortikoid Deflazacort, te antisense oligonukleotidi Vitolarsen, Golodirsen i Eteplirsen za određene mutacije DMD gena.

## Povijest bolesti
Edward Meryon, engleski liječnik, 1851. godine opisao je bolest u osam muškaraca iz tri obitelji. Uvidio je pojavnost bolesti isključivo u muške djece te okarakterizirao simptome progresivne mišićne slabosti kao posljedice bolesti samih mišića, a ne središnjeg živčanog sustava. Guillaume-Benjamin Duchenne, francuski neurolog, pionir električne stimulacije mišića, povezao je simptome bolesti s nakupljanjem masnog i vezivnog tkiva unutar mišića.